# Institut Secular d'Operàries Parroquials
Les Operàries Parroquials Institut Magdalena Aulina o Institut Secular d'Operàries Parroquials Magdalena Aulina són un institut religiós femení de dret pontifici, concretament un institut secular.

## Història
Fou fundat a Banyoles en 1933 per Magdalena Aulina i Saurina per dur a terme tasques d'ensenyament i catequesi. En 1922, ja havia fundat a Banyoles el Patronat d'Obreres, que combinava el foment de la vida religiosa amb la formació humana i cristiana de les nenes i noies; oferia un lloc de recolliment i esbarjo per a les nenes a la sortida de l'escola o a les que no estaven escolaritzades, com també a les noies en sortir de la feina; especialment, per a aquestes s'oferia, a partir de quarts de vuit del vespre, classes d'alfabetització i formació professional, per augmentar les possibilitats de millorar-ne la vida. Aulina havia copsat la misèria i deixadesa de les condicions de vida i educació dels sectors obrers de la Banyoles en vies d'industriatització, i especialment de les dones, i ja havia organitzat en 1916 la devoció del Mes de Maria per als nens de la seva vila, a més d'un grup de catequesi a la seva parròquia, i de vegades es dona aquesta data com la de fundació de l'institut.
La catequesi era un factor important de l'institut, i Aulina organitzà els nens i nens en petits grups: els més petits en els Servidors de Jesús i Servidors de Maria; els mitjans en Servidors de Sant Gabriel de la Dolorosa, i de la Beata Gemma de Jesús, i els grans en Servidors de l'Àngel de la Guarda. Poc després de 1926, amb donacions de famílies benestants, s'adquirí una casa on s'instal·la una residència i escola per a joves obreres a la que anomenà Casa Nostra; en 1929 s'hi començaren a fer classes diürnes i nocturnes i cursos de formació a l'estiu, amb una plantilla de catorze persones. En juliol de 1933, s'obrí un dispensari mèdic.
Per dur a terme aquestes tasques, des de 1931, Aulina i algunes de les noies que compartien el seu ideal de vida i d'apostolat començaren a viure en comunitat; eren: Montserrat, Carme i Soledat Boada, Montserrat i Roser Agell, Maria Cervera, etc., unes vint o trenta joves, a més de les col·laboracions en casos concrets d'altres famílies de la ciutat. En 1933, tres d'elles pronunciaren vots privats de castedat, pobresa i obediència. Llavors, l'escola tenia 536 alumnes, i el curs 1933-1934, 796.

### Conflicte amb el bisbat de Girona
Aviat, però, va haver-hi conflictes amb les autoritats eclesiàstiques, que volien controlar l'institut i desconfiaven de l'orientació que volia donar-s'hi, potser massa moderna, i de les suposades visions i aparicions de la fundadora. El bisbe de Girona Josep Cartanyà, durant el procés contra l'institut, va separar la lloable activitat benèfica de la institució de les revelacions sobrenaturals de la fundadora, que resultaven sospitoses i que en 1935 foren considerades de caràcter proper al protestantisme. El gener de 1936, el bisbe, davant la impossibilitat d'Aulina d'aclarir detalladament els requeriments demanats (objectius i recursos de l'obra, fonaments teològics, etc.), va negar l'aprovació de la institució i va prohibir als preveres que hi col·laboressin. A més, prohibia a Aulina que entrés en qüestions religioses i li exigia que declarés formalment que no tenia cap missió sobrenatural, la qual cosa no volgué fer.
Durant la Guerra Civil espanyola, el procés quedà aturat; l'obra d'Aulina havia despertat simpaties entre els partits esquerrans i republicans, i durant la persecució religiosa, la fundadora i les seves companyes foren protegides en alguns intents de detenció, i en 1937 es tornaren a l'institut les propietats confiscades. Això feu que, a partir de 1939, les noves autoritats miressin amb rezel la institució, acusant-la de connivències amb els rojo-separatistas. El juny de 1939, un nou dictamen del bisbat de Girona sobre Casa Nostra fou negatiu: el bisbe Cartanyà torna a exigir a Aulina que signi la renúncia a la seva missió sobrenatural i Aulina fa una professió de fe en què es declara catòlica i accepta la doctrina de l'Església, però rebutja les imputacions del bisbe sobre la seva tasca. El bisbe, enutjat, va prohibir rebre els sagraments a Aulina i qui hi col·laborés: es tractava ja d'una obsessió personal, que feia que el bisbe negués els valors de la tasca de l'escola, que altres eclesiàstics veien com totalment coherent amb la doctrina cristiana.

### Aprovació eclesiàstica i tasca posterior
En 1941, el bisbe de Pamplona Marcelino Olaechea, admirador de l'obra d'Aulina, intervingué per reconciliar-la amb Cartanyà, que n'aixecà l'excomunió en desembre. Malgrat això, Aulina deixà Banyoles i marxà amb algunes membres de la comunitat a Navarra, on continuaren la seva activitat d'apostolat i catequesi i d'educació dels necessitats, i on el bisbe aprovà la institució com a Pia Unió de Senyoretes Operàries Parroquials a Pamplona en 1945. La fundadora el posà sota l'advocació de Santa Gemma Galgani i volia que, com ella, els membres de l'institut també fossin laics.
Les Operàries són laiques i viuen tant en comunitat, en grups de vida fraterna, com en les seves cases. Fan vots simples de pobresa, castedat i obediència i es dediquen a l'apostolat, la catequesi i l'ensenyament i alfabetització, i al suport a les parròquies i l'assistència als necessitats.
Aulina fundà comunitats de l'institut a Osca, la Rioja i València. En 1951 fundà una casa a Roma, i el 6 de novembre de 1962 la Santa Seu aprovà la congregació com a institut secular femení. En 1975 tornaren a Banyoles, obrint-hi una llar d'infants, on després també es donà ensenyament primari i secundari.

## Activitat i difusió
Les Operàries Parroquials col·laboren amb l'Església en organismes com cúries o oficines; en hospitals i asils assistint els malalts, presos, ancians, etc.; en organismes civils, treballant per la millora de les condicions de sectors marginats, etc.; en escoles i tasques d'educació, i en obres d'apostolat.
Actualment, hi ha comunitats a Europa --Espanya (Banyoles, Barcelona, Madrid, Saragossa, València, San Adrián (Navarra), Aldeanueva, Màlaga, Funes, Menorca, Alfaro, Osca, Valladolid i Las Palmas de Gran Canaria), Itàlia i França--, Amèrica (Puerto Rico i Paraguai) i Àfrica (Guinea Equatorial i República Democràtica del Congo). La seu general és a Barcelona.